# جولای گنجشکی پشت‌بلوطی
جولای گنجشکی پشت‌بلوطی (نام علمی: Plocepasser rufoscapulatus) نام یک گونه از سرده جولاهای گنجشکی است.